# Karl Darlow
Karl Darlow, né le 8 octobre 1990 à Northampton, est un footballeur gallois qui évolue au poste de gardien de but à Leeds United.

## Carrière
Le 9 août 2014, il rejoint Newcastle United. Il dispute son premier match de Premier League avec les Magpies le 28 décembre 2015 face à West Bromwich Albion.
Le 31 janvier 2023, il est prêté à Hull City.

## Palmarès

### En club
- Newcastle United
  - Champion d'Angleterre de D2 en 2017.
- Leeds United
  - Champion de Championship en 2025